# Дивизия Груши (Первая империя)
Пехотная дивизия Груши (фр. Division d'infanterie de Grouchy) — пехотная дивизия Франции периода наполеоновских войн.
Сформирована Наполеоном как Пехотная дивизия Барбу (фр. Division d'infanterie de Barbou) в октябре 1803 года в Утрехте из войск, дислоцированных на территории Батавской республики.
С июля 1806 года — Пехотная дивизия Бруссье (фр. Division d'infanterie de Broussier).
С апреля 1812 года — 14-я пехотная дивизия (фр. 14e division d'infanterie).
Реорганизована в апреле 1813 года по причине огромнейших потерь понесённых в ходе Русской кампании.
17 сентября дивизия была слита с 13-й пехотной дивизией, и прекратила своё существование.

## Организация дивизии
На 25 сентября 1805 года:
- командир — дивизионный генерал Эмманюэль Груши
- начальник штаба — полковник штаба Жан-Франсуа Порсон
- 1-я бригада (командир – бригадный генерал Алексис Дельзон)
  - 84-й полк линейной пехоты (командир – полковник Жозеф Сансе)
  - 92-й полк линейной пехоты (командир – полковник Николя Грюарде)
- 2-я бригада (командир — бригадный генерал Франсуа Лакруа)
  - 8-й батавский пехотный полк

На октябрь 1806 года:
- командир — дивизионный генерал Жан-Батист Бруссье
- начальник штаба — полковник штаба Гийом Сериз
- 1-я бригада (командир – бригадный генерал Франсуа Лакруа)
  - 9-й полк линейной пехоты (командир – полковник Жозеф Пепен)
  - 84-й полк линейной пехоты (командир – полковник Жозеф Сансе)
- 2-я бригада (командир — бригадный генерал Жозеф Дессе)
  - 92-й полк линейной пехоты (командир – полковник Николя Грюарде)

На 5 июля 1809 года:
- командир — дивизионный генерал Жан-Батист Бруссье
- начальник штаба — командир эскадрона Жозеф Бланке
- 1-я бригада (командир – бригадный генерал Жак Кетар)
  - 9-й полк линейной пехоты (командир – полковник Антуан Галле) = 4 батальона
  - 84-й полк линейной пехоты (командир – полковник Жан Гамбен) = 4 батальона
  - 92-й полк линейной пехоты (командир – полковник Тома Нагль) = 4 батальона
    - Всего: 7647 человек, 12 батальонов

На 25 июня 1812 года:
- командир — дивизионный генерал Жан-Батист Бруссье
- начальник штаба — полковник штаба Жозеф Бланке
- 1-я бригада (командир – бригадный генерал Луи Бертран де Сивре)
  - 18-й полк лёгкой пехоты (командир – полковник Луи Госсар)
  - 53-й полк линейной пехоты (командир – полковник Пьер Гробон)
  - Испанский полк Жозефа Наполеона (командир – майор Жан-Батист Дорей)
- 2-я бригада (командир — бригадный генерал Луи Альмера)
  - 9-й полк линейной пехоты (командир – полковник Виктор Вотре)
  - 35-й полк линейной пехоты (командир – полковник Жан-Батист Пенан)

На 25 апреля 1813 года:
- командир — дивизионный генерал Гийом Латрий де Лорансе
- 1-я бригада (командир – бригадный генерал Луи Леклер дез Эссар)
  - 52-й полк линейной пехоты
  - 137-й полк линейной пехоты
- 2-я бригада (командир — бригадный генерал Франсуа Энен)
  - 5-й временный полк
  - 156-й полк линейной пехоты
  - Иллирийский полк

## Подчинение и номер дивизии
- 2-я пехотная дивизия лагеря в Утрехте Армии Берегов Океана (27 октября 1803 года);
- 2-я пехотная дивизия 2-го армейского корпуса Великой Армии (29 августа 1805 года);
- 2-я пехотная дивизия 2-го армейского корпуса Итальянская армия (27 декабря 1805 года);
- 2-я пехотная дивизия 5-го армейского корпуса Итальянская армия (1809 год);
- 2-я дивизия Итальянского обсервационного корпуса (20 апреля 1811 года);
- 14-я пехотная дивизия 4-го армейского корпуса Великой Армии (1 апреля 1812 года);
- 14-я пехотная дивизия 12-го армейского корпуса Великой Армии (24 апреля 1813 года).

## Командование дивизии

### Командиры дивизии
- дивизионный генерал Габриэль Барбу (27 октября 1803 – 1 февраля 1804)
- дивизионный генерал Эмманюэль Груши (6 марта 1804 – 27 апреля 1806)
- дивизионный генерал Орас Себастьяни (27 апреля 1806 – 16 июля 1806)
- дивизионный генерал Жан-Батист Бруссье (16 июля 1806 – февраль 1813)
- дивизионный генерал Гийом Латрий де Лорансе (17 марта 1813 – 22 мая 1813)
- дивизионный генерал Арман Гийемино (8 июля 1813 – 17 сентября 1813)

### Начальники штаба дивизии
- полковник штаба Жан-Батист Массабо (27 октября 1803 – 13 сентября 1805)
- полковник штаба Жан-Франсуа Порсон (13 сентября 1805 – 1 июля 1806)
- командир эскадрона Жан-Батист Севе (1 июля 1806 – 14 августа 1806)
- полковник штаба Гийом Сериз (14 августа 1806 – 22 апреля 1809)
- командир эскадрона (с 29 сентября 1809  - полковник штаба) Жозеф Бланке (25 апреля 1809 – 26 января 1813)

## Награждённые

### Великие офицеры ордена Почётного легиона
- Эмманюэль Груши, 14 июня 1804 – дивизионный генерал, командир дивизии
- Жан-Батист Бруссье, 21 июля 1809 – дивизионный генерал, командир дивизии

### Комманданы ордена Почётного легиона
- Алексис Дельзон, 14 июня 1804 – бригадный генерал, командир 1-й бригады

### Офицеры ордена Почётного легиона
- Жан-Батист Массабо, 14 июня 1804 – полковник, начальник штаба дивизии
- Виктор Вотре, 22 августа 1812 – полковник, командир 9-го линейного

### Командоры ордена Железной короны
- Жан-Батист Бруссье, 16 октября 1812 – дивизионный генерал, командир дивизии

### Кавалеры ордена Железной короны
- Жан-Батист Бруссье, 23 декабря 1807 – дивизионный генерал, командир дивизии
- Виктор Вотре, 17 октября 1812 – полковник, командир 9-го линейного